# Daniel Pearl
Daniel Pearl   (Princeton, 10 d'octubre de 1963 - Karachi, 1 de febrer de 2002) fou un periodista de nacionalitat estatunidenca i israeliana. Va ser segrestat i assassinat al Pakistan.
Pearl va ser segrestat mentre treballava com a cap de l'oficina del Wall Street Journal al sud d'Àsia, a Mumbai, Índia. Havia anat al Pakistan com a part d'una investigació entre les presumptes relacions entre Richard Reid (el "terrorista de la sabata") i Al-Qaeda. Els seus captors el van acabar matant.
El juliol de 2002, Ahmed Omar Saeed Sheikh, un ciutadà britànic d'origen pakistanès, fou sentenciat a la forca pel segrest i assassinat de Pearl. El març de 2007, en una audiència militar tancada a la presó de Guantánamo, Cuba, Khàlid Xeikh Mohàmmed va afirmar que ell en persona havia decapitat Pearl. El membre d'Al-Qaeda Saif al-Adel també se l'ha relacionat amb el segrest.